# Temporada del 2013 de pilota valenciana
Heus ací un resum de les principals competicions de Pilota valenciana jugades íntegrament o acabades l'any 2013.

## Professionals

### Escala i corda
| Competició                            | Campió           | Subcampió                 |
| ------------------------------------- | ---------------- | ------------------------- |
| Circuit Bancaixa                      | Soro III i Jesús | Puchol II, Tato i Herrera |
| Individual                            | Soro III         | Álvaro                    |
| Copa Diputació                        |                  |                           |
| Trofeu Diputació de Castelló          |                  |                           |
| Màsters Ciutat de València            |                  |                           |
| Trofeu Ciutat de Dénia                |                  |                           |
| Trofeu Ciutat de Llíria               |                  |                           |
| Trofeu Hnos. Viel                     |                  |                           |
| Trofeu Mancomunitat de la Ribera Alta |                  |                           |
| Trofeu Nadal de Benidorm              |                  |                           |
| Trofeu Universitat de València        |                  |                           |
| Trofeu Vidal                          |                  |                           |
| Trofeu Superdeporte                   |                  |                           |
| Trofeu Caixa-Rural de Vila-real       |                  |                           |
| Trofeu Tio Pena de Massamagrell       |                  |                           |

### Frontó
| Competició                                   | Campió | Subcampió |
| -------------------------------------------- | ------ | --------- |
| Trofeu President de la Diputació de València |        |           |

### Galotxa
| Competició       | Campió | Subcampió |
| ---------------- | ------ | --------- |
| Trofeu Moscatell |        |           |

### Raspall
| Competició                            | Campió            | Subcampió         |
| ------------------------------------- | ----------------- | ----------------- |
| Individual                            | Coeter II         | Moncho            |
| Campionat per equips                  | Punxa i Coeter II | Pepe, Moro i Xoto |
| Trofeu Gregori Maians                 |                   |                   |
| Mancomunitat de municipis de la Safor |                   |                   |

## Aficionats

### Escala i corda
| Competició          | Campió | Subcampió |
| ------------------- | ------ | --------- |
| Lliga Caixa Popular |        |           |

### Frontó
| Competició | Campió | Subcampió |
| ---------- | ------ | --------- |
| Individual |        |           |
| Parelles   |        |           |

### Galotxa
| Competició       | Campió | Subcampió |
| ---------------- | ------ | --------- |
| El Corte Inglés  |        |           |
| Interpobles      |        |           |
| Supercopa        |        |           |
| Copa Generalitat |        |           |

### Llargues
| Competició                 | Campió | Subcampió |
| -------------------------- | ------ | --------- |
| Lliga a Llargues d'Alacant |        |           |

#### Palma
| Competició    | Campió | Subcampió |
| ------------- | ------ | --------- |
| Lliga a Palma |        |           |

### Perxa
| Competició    | Campió | Subcampió |
| ------------- | ------ | --------- |
| Lliga a Perxa |        |           |

### Raspall
| Competició                                  | Campió | Subcampió |
| ------------------------------------------- | ------ | --------- |
| Campionat Autonòmic de Raspall per parelles |        |           |
| Campionat Autonòmic de Raspall per trios    |        |           |